# Jallerange
Cet article possède des paronymes, voir Challerange et Vallerange.
Jallerange est une commune française située dans le département du Doubs, la région culturelle et historique de Franche-Comté et la région administrative Bourgogne-Franche-Comté. 
Les habitants de la commune sont les Joutereys et Joutereyses.

## Géographie
Cette commune du Doubs est limitrophe des départements de la Haute-Saône et du Jura, tous Comtois. Elle possède le point le plus bas du département du Doubs : 198 m d'altitude

### Climat
Pour des articles plus généraux, voir Climat de la Bourgogne-Franche-Comté et Climat du Doubs.
En 2010, le climat de la commune est de type climat des marges montargnardes, selon une étude du Centre national de la recherche scientifique s'appuyant sur une série de données couvrant la période 1971-2000. En 2020, Météo-France publie une typologie des climats de la France métropolitaine dans laquelle la commune est exposée à un climat semi-continental et est dans la région climatique  Jura, caractérisée par une forte pluviométrie en toutes saisons (1 000 à 1 500 mm/an), des hivers rigoureux et un ensoleillement médiocre. 
Pour la période 1971-2000, la température annuelle moyenne est de 10,5 °C, avec une amplitude thermique annuelle de 17,3 °C. Le cumul annuel moyen de précipitations est de 1 008 mm, avec 12,9 jours de précipitations en janvier et 9 jours en juillet. Pour la période 1991-2020, la température moyenne annuelle observée sur la station météorologique de Météo-France la plus proche, « Dannemarie-sur-Crète », sur la commune de Dannemarie-sur-Crète à 12 km à vol d'oiseau, est de 11,3 °C et le cumul annuel moyen de précipitations est de 1 066,6 mm. 
La température maximale relevée sur cette station est de 39,9 °C, atteinte le 25 juillet 2019 ; la température minimale est de −22 °C, atteinte le 9 janvier 1985,,. 
Les paramètres climatiques de la commune ont été estimés pour le milieu du siècle (2041-2070) selon différents scénarios d'émission de gaz à effet de serre à partir des nouvelles projections climatiques de référence DRIAS-2020. Ils sont consultables sur un site dédié publié par Météo-France en novembre 2022.

## Urbanisme

### Typologie
Au 1er janvier 2024, Jallerange est catégorisée commune rurale à habitat dispersé, selon la nouvelle grille communale de densité à 7 niveaux définie par l'Insee en 2022.
Elle est située hors unité urbaine. Par ailleurs la commune fait partie de l'aire d'attraction de Besançon, dont elle est une commune de la couronne,. Cette aire, qui regroupe 310 communes, est catégorisée dans les aires de 200 000 à moins de 700 000 habitants,.

### Occupation des sols
L'occupation des sols de la commune, telle qu'elle ressort de la base de données européenne d’occupation biophysique des sols Corine Land Cover (CLC), est marquée par l'importance des territoires agricoles (65,3 % en 2018), en diminution par rapport à 1990 (67 %). La répartition détaillée en 2018 est la suivante : 
terres arables (36,5 %), prairies (28,8 %), forêts (28,1 %), zones urbanisées (6,6 %). L'évolution de l’occupation des sols de la commune et de ses infrastructures peut être observée sur les différentes représentations cartographiques du territoire : la carte de Cassini (XVIIIe siècle), la carte d'état-major (1820-1866) et les cartes ou photos aériennes de l'IGN pour la période actuelle (1950 à aujourd'hui).

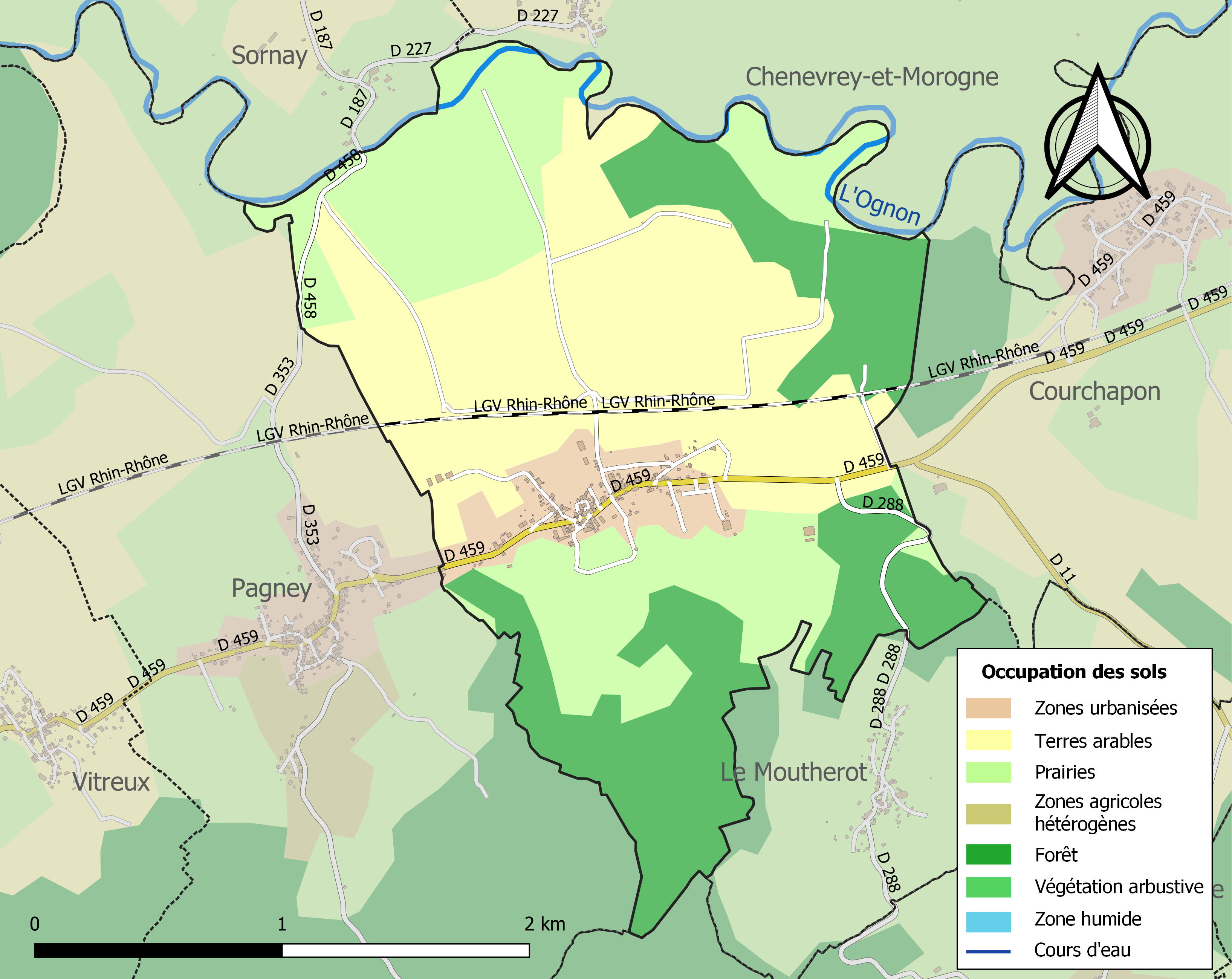
Carte des infrastructures et de l'occupation des sols de la commune en 2018 (CLC).

## Toponymie
- Jalleringus (785), Jelleringis (1101), Gelerengis (1089-1111), Jaleranges au XVe siècle[14], Jallerande (1801).

## Histoire
La commune a fusionné en 1972 avec celles de Courchapon et de Le Moutherot. Cette fusion a été fugace, puisque Courchapon a recouvré son autonomie en 1981 et Le Moutherot en 1985.
En 2005, des fouilles archéologiques ont permis d'indiquer que Jallerange est occupé de la période laténienne jusqu’au
Bas-Empire.

## Politique et administration

### Rattachements administratifs et électoraux
La commune fait partie de l'arrondissement de Besançon du département du Doubs,  en région Bourgogne-Franche-Comté. Pour l'élection des députés, elle dépend de la première circonscription du Doubs.
La commune faisait partie depuis 1801 du canton d'Audeux. Dans le cadre du redécoupage cantonal de 2014 en France, la commune fait désormais partie du canton de Saint-Vit.

### Intercommunalité
La commune faisait partie de la Communauté de communes des Rives de l'Ognon créée le 9 décembre 2002. Celle-ci a fusionné avec une autre pour former, le 1er janvier 2014 la communauté de communes du Val marnaysien, située principalement en Haute-Saône et en partie dans le département du Doubs, dont la commune est désormais membre.

### Liste des maires
| Période                                  | Période   | Identité         | Étiquette | Qualité                              |
| ---------------------------------------- | --------- | ---------------- | --------- | ------------------------------------ |
| Les données manquantes sont à compléter. |           |                  |           |                                      |
| mars 2001                                | mars 2008 | M. Raby          |           |                                      |
| mars 2008                                | mai 2020  | Philippe Varlet  | DVG       | Cadre Réélu pour le mandat 2014-2020 |
| mai 2020                                 | En cours  | Gilles Pinassaud |           |                                      |

## Population et société

### Démographie
L'évolution du nombre d'habitants est connue à travers les recensements de la population effectués dans la commune depuis 1793. Pour les communes de moins de 10 000 habitants, une enquête de recensement portant sur toute la population est réalisée tous les cinq ans, les populations de référence des années intermédiaires étant quant à elles estimées par interpolation ou extrapolation. Pour la commune, le premier recensement exhaustif entrant dans le cadre du nouveau dispositif a été réalisé en 2005.

En 2022, la commune comptait 277 habitants, en évolution de +9,06 % par rapport à 2016 (Doubs : +1,88 %, France hors Mayotte : +2,11 %).
| 1793 | 1800 | 1806 | 1821 | 1831 | 1836 | 1841 | 1846 | 1851 |
| ---- | ---- | ---- | ---- | ---- | ---- | ---- | ---- | ---- |
| 339  | 552  | 396  | 359  | 384  | 395  | 399  | 389  | 380  |

| 1856 | 1861 | 1866 | 1872 | 1876 | 1881 | 1886 | 1891 | 1896 |
| ---- | ---- | ---- | ---- | ---- | ---- | ---- | ---- | ---- |
| 329  | 344  | 363  | 349  | 325  | 329  | 305  | 306  | 271  |

| 1901 | 1906 | 1911 | 1921 | 1926 | 1931 | 1936 | 1946 | 1954 |
| ---- | ---- | ---- | ---- | ---- | ---- | ---- | ---- | ---- |
| 255  | 242  | 240  | 194  | 212  | 209  | 203  | 210  | 208  |

| 1962 | 1968 | 1975 | 1982 | 1990 | 1999 | 2005 | 2006 | 2010 |
| ---- | ---- | ---- | ---- | ---- | ---- | ---- | ---- | ---- |
| 217  | 184  | 170  | 192  | 145  | 169  | 206  | 207  | 191  |

| 2015 | 2020 | 2022 | - | - | - | - | - | - |
| ---- | ---- | ---- | - | - | - | - | - | - |
| 245  | 267  | 277  | - | - | - | - | - | - |

### Médias et numérique
Le quotidien régional L'Est républicain relate les actualités de la commune dans son édition locale de Besançon. La chaîne de télévision France 3 Franche-Comté et la station de radio France Bleu Besançon relaient les informations locales.

### Cultes
Jallerange dispose d'un seul lieu de culte de confession catholique, l'église de l'Assomption-de-la-Vierge. Au sein du diocèse de Besançon, le doyenné de Banlieue - Val de l'Ognon regroupe six paroisses dont celle de Marnay-Recologne à laquelle appartient la commune. Pour les autres confessions, les lieux de cultes les plus proches (mosquées, synagogue, temple) sont tous situés à Besançon.

## Culture locale et patrimoine

### Lieux et monuments
- L'église de l'Assomption.
- Le château de Jallerange, inscrit aux monuments historiques en 1973 et 1989 et ses jardins, site naturel classé depuis 1943.
- Les fontaines-lavoirs.
- Le pont métallique sur l'Ognon.

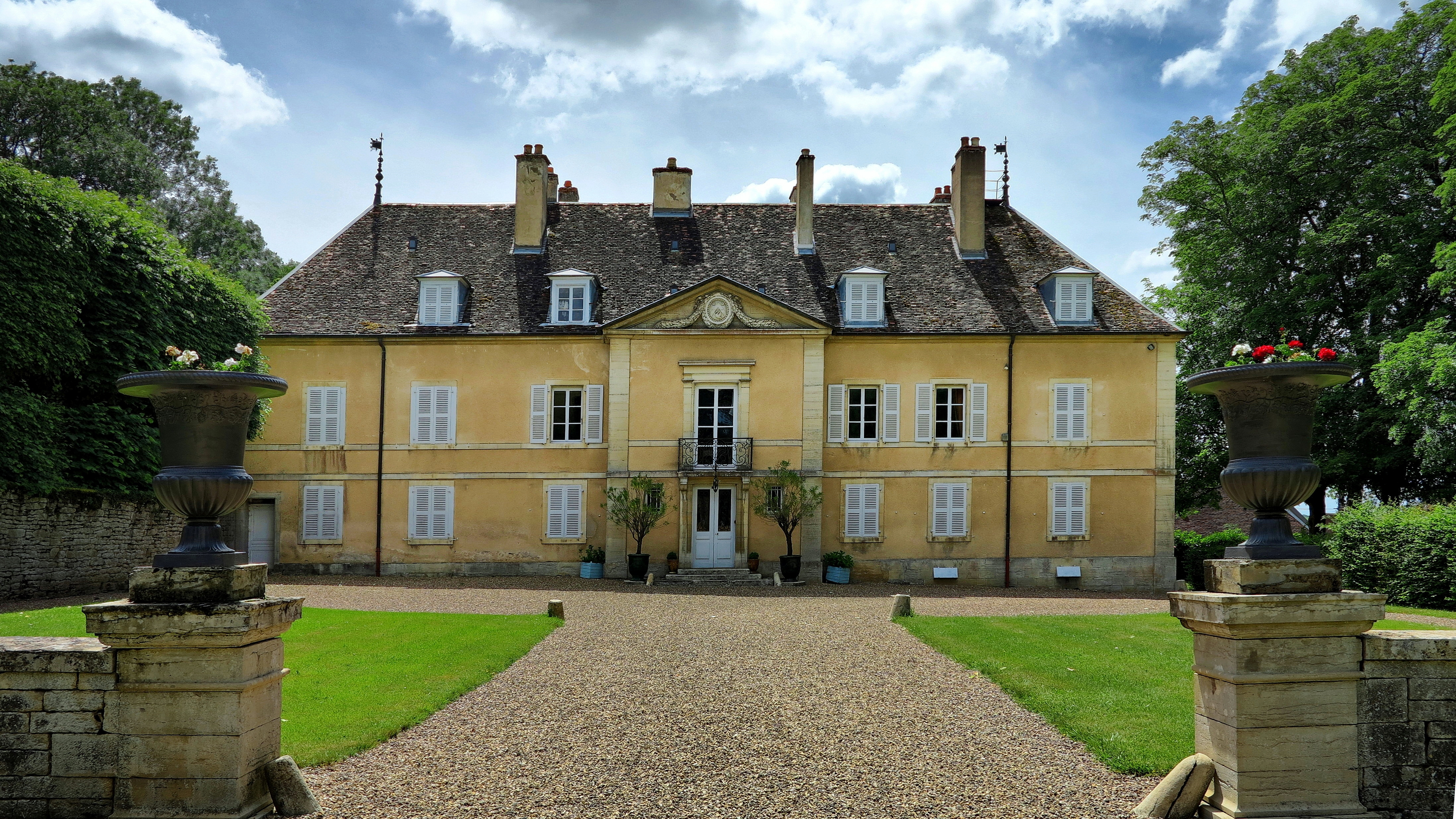
Le château.
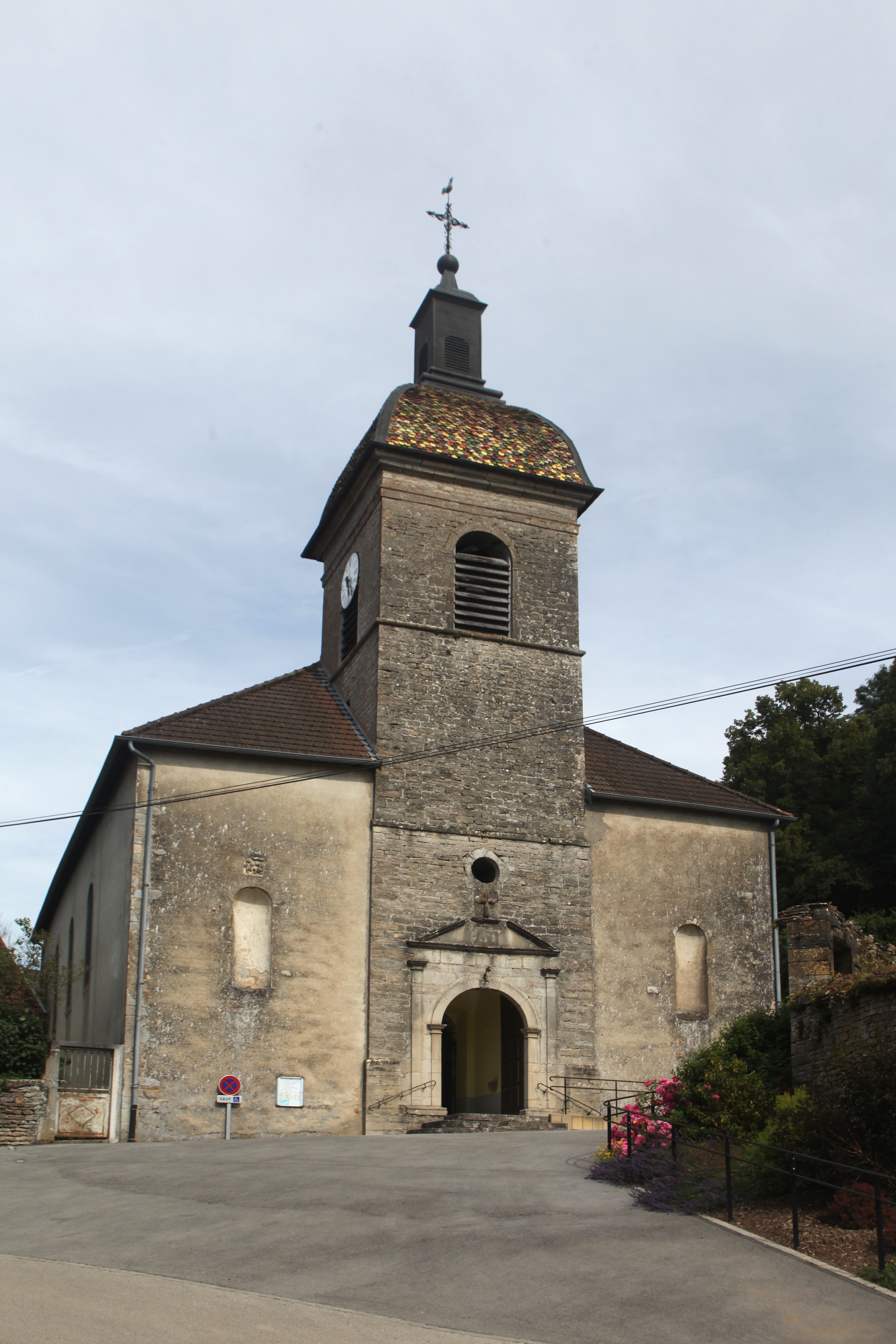
L'église.
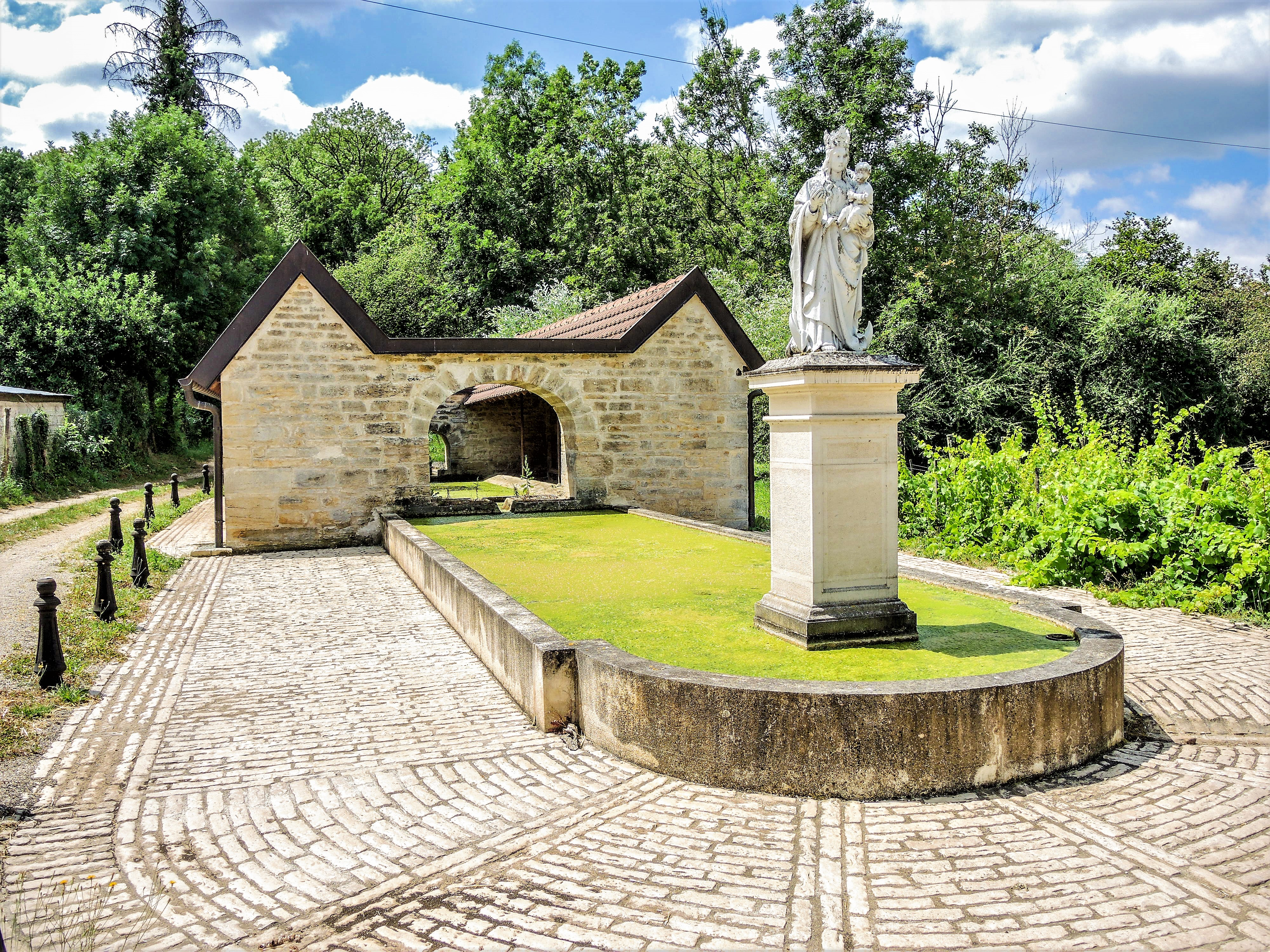
La fontaine-lavoir du bas.
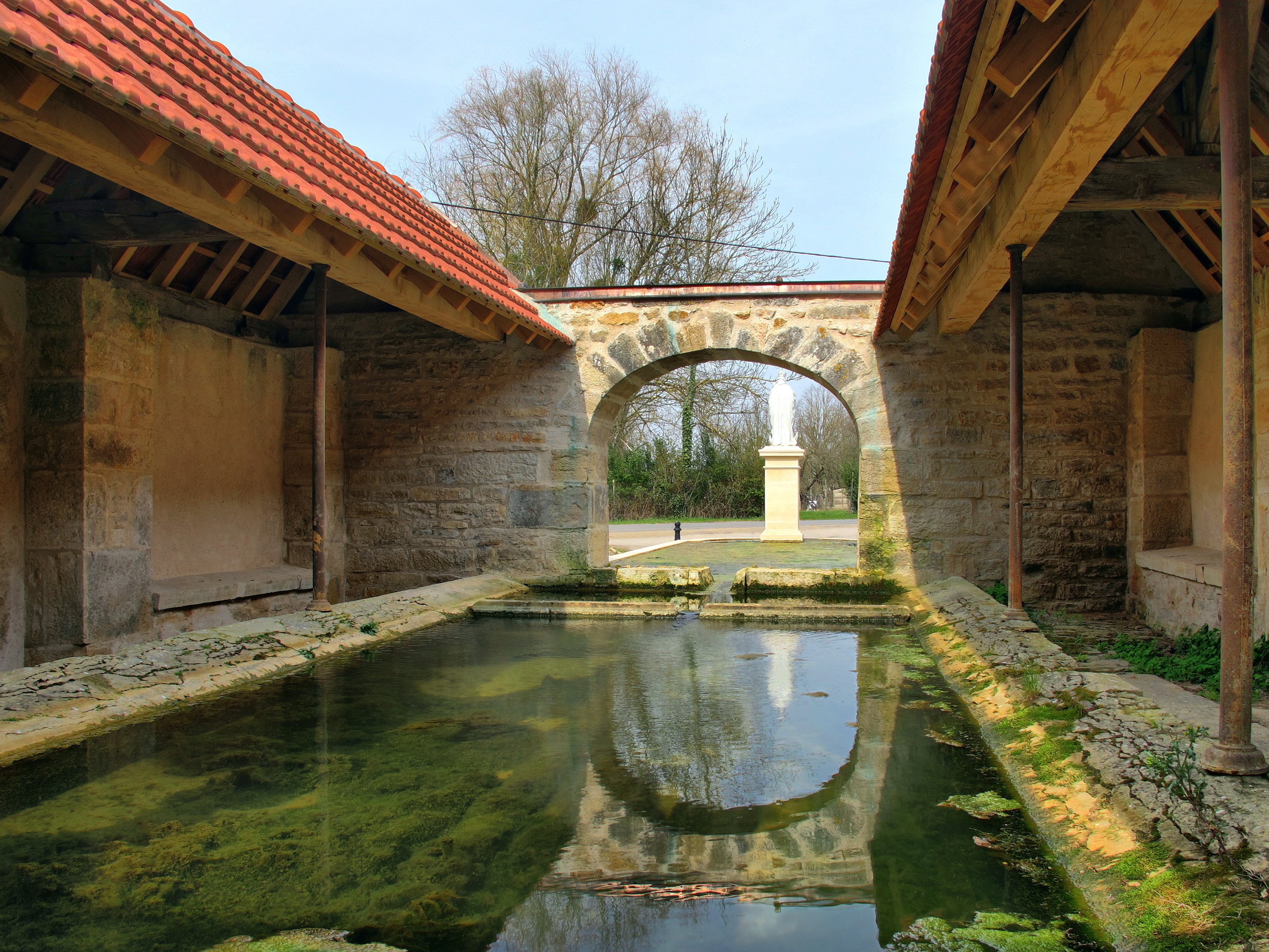
Le bassin du lavoir du bas.
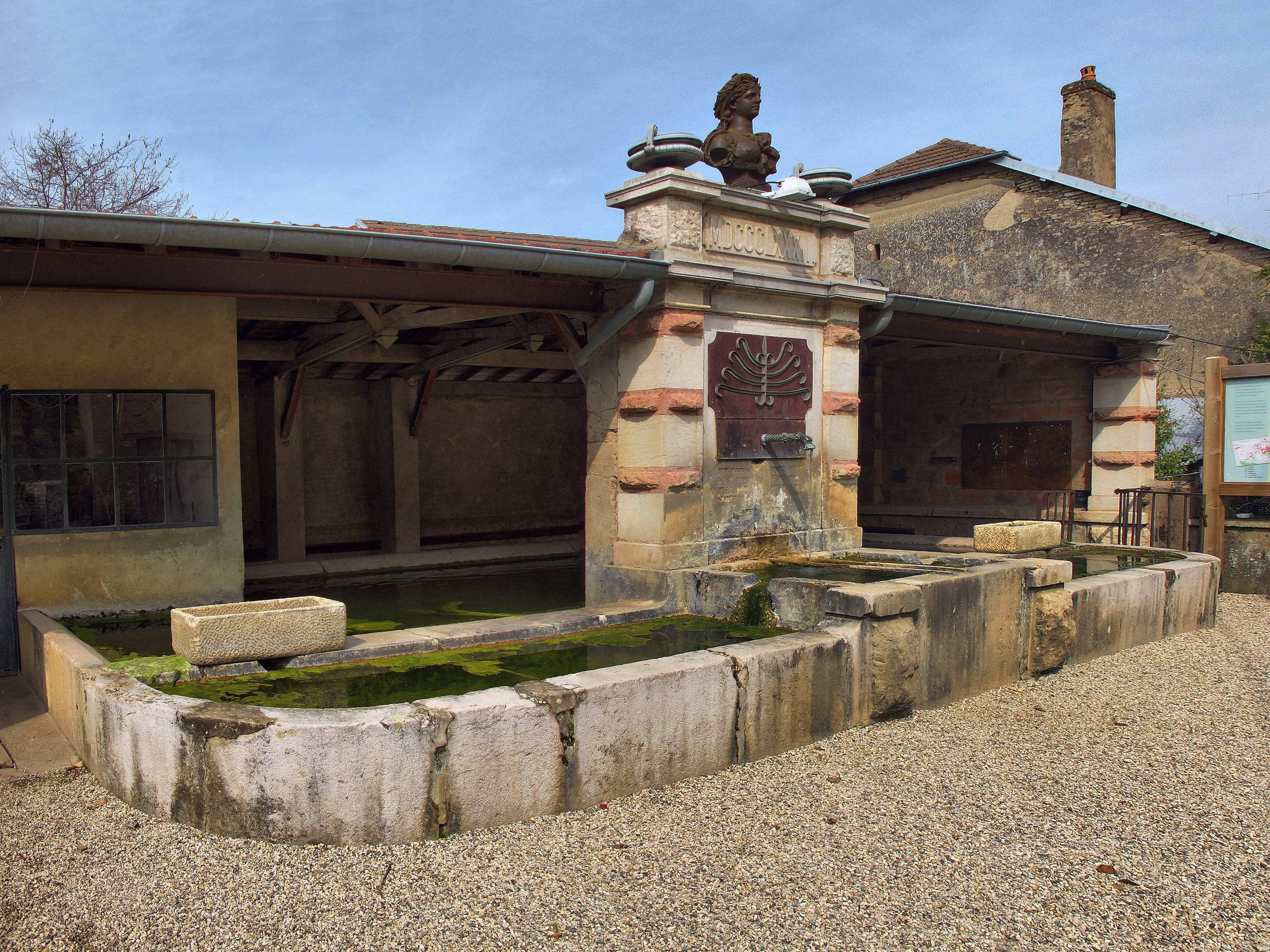
La fontaine-lavoir du centre.

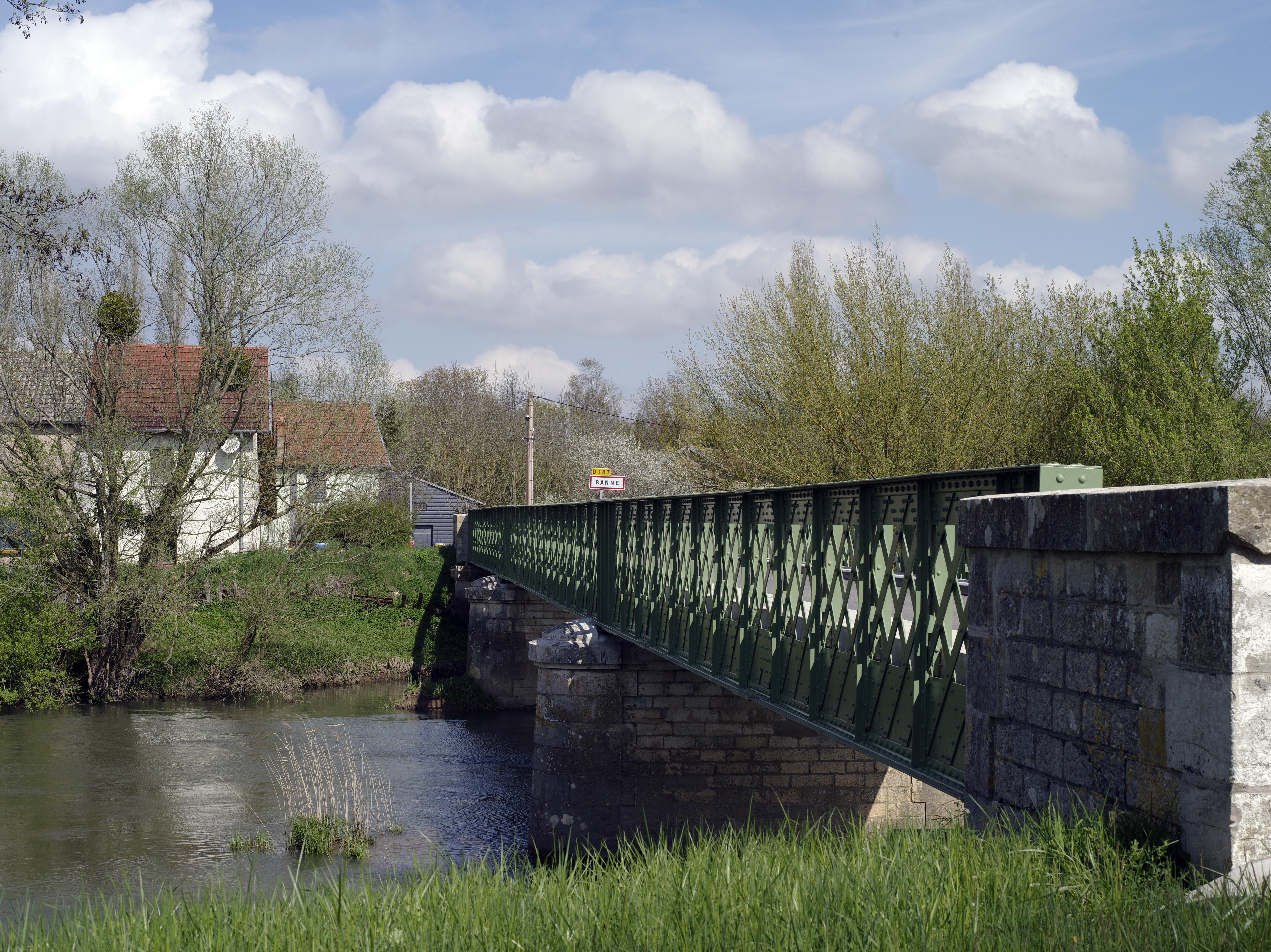
Le pont sur l'Ognon.
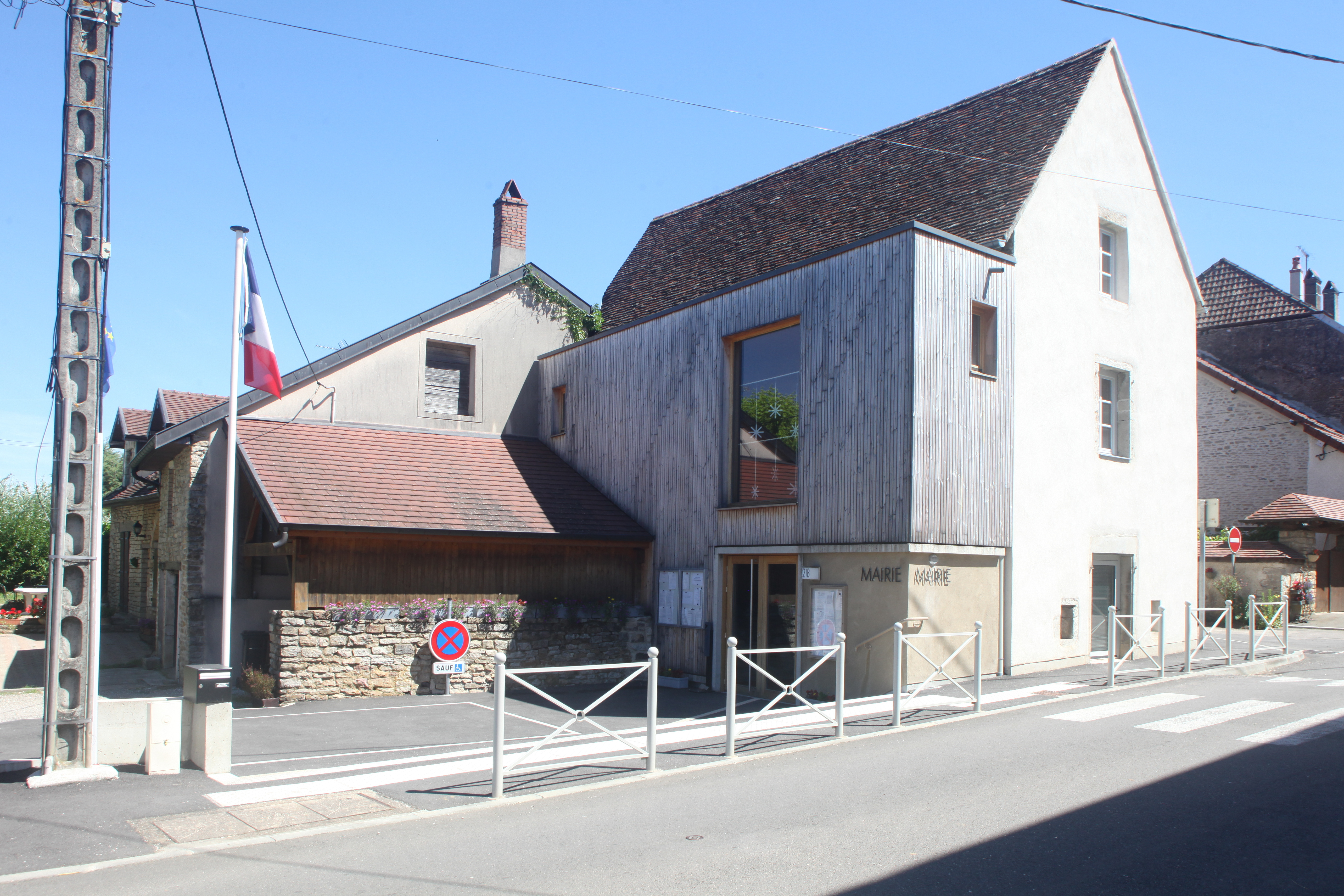
Mairie.
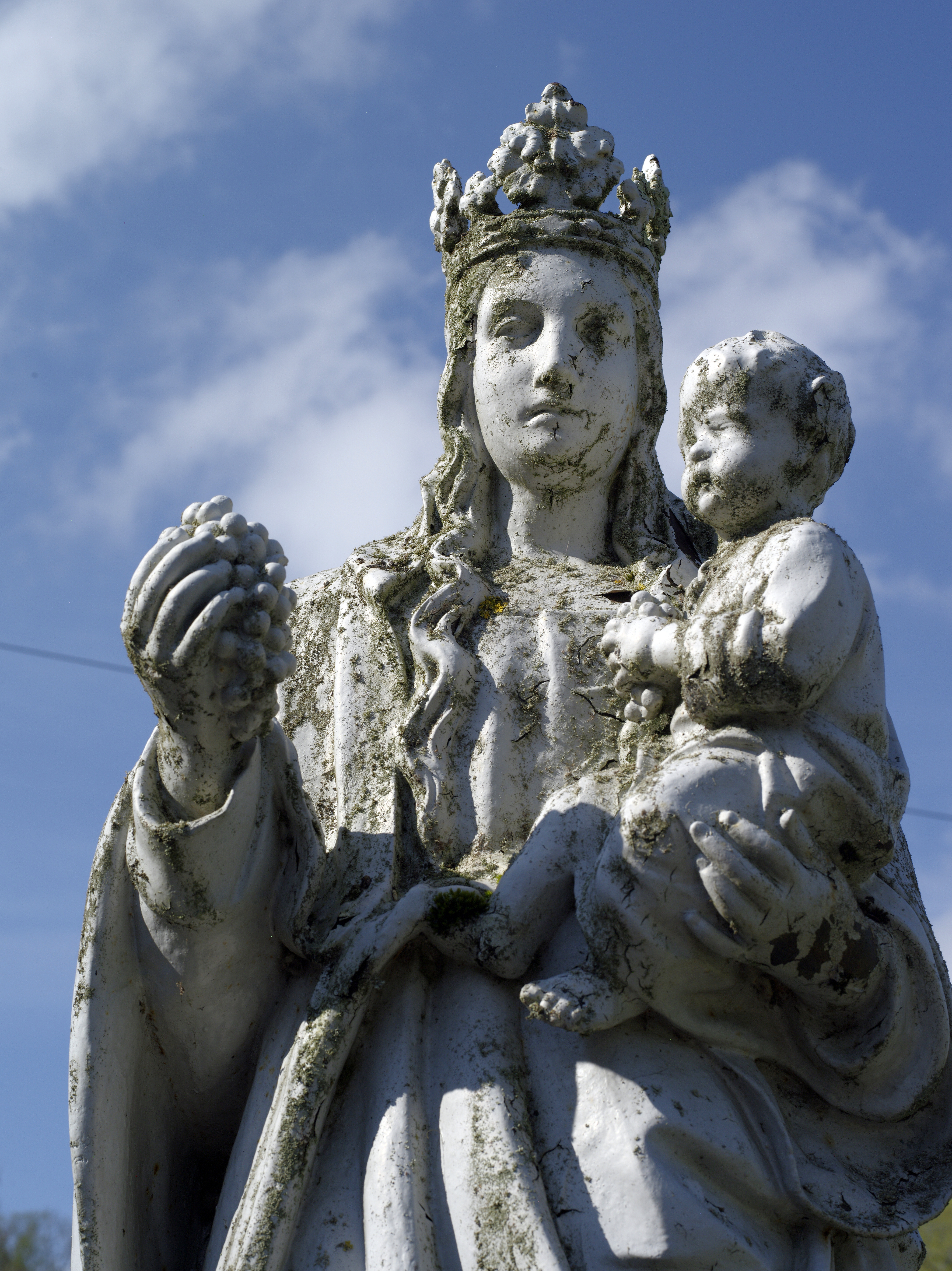
Vierge du lavoir "du bas"
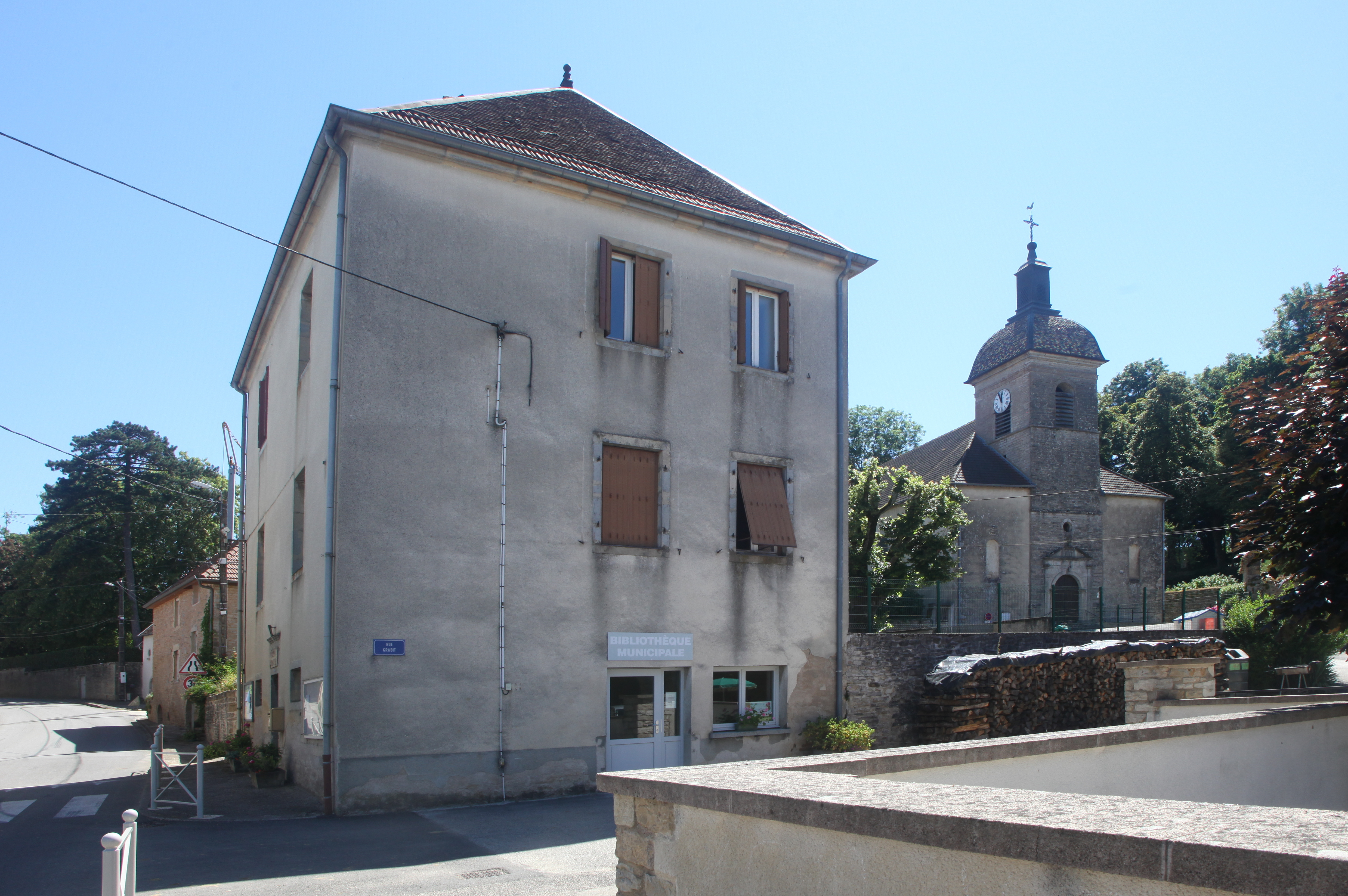
Bibliothèque.
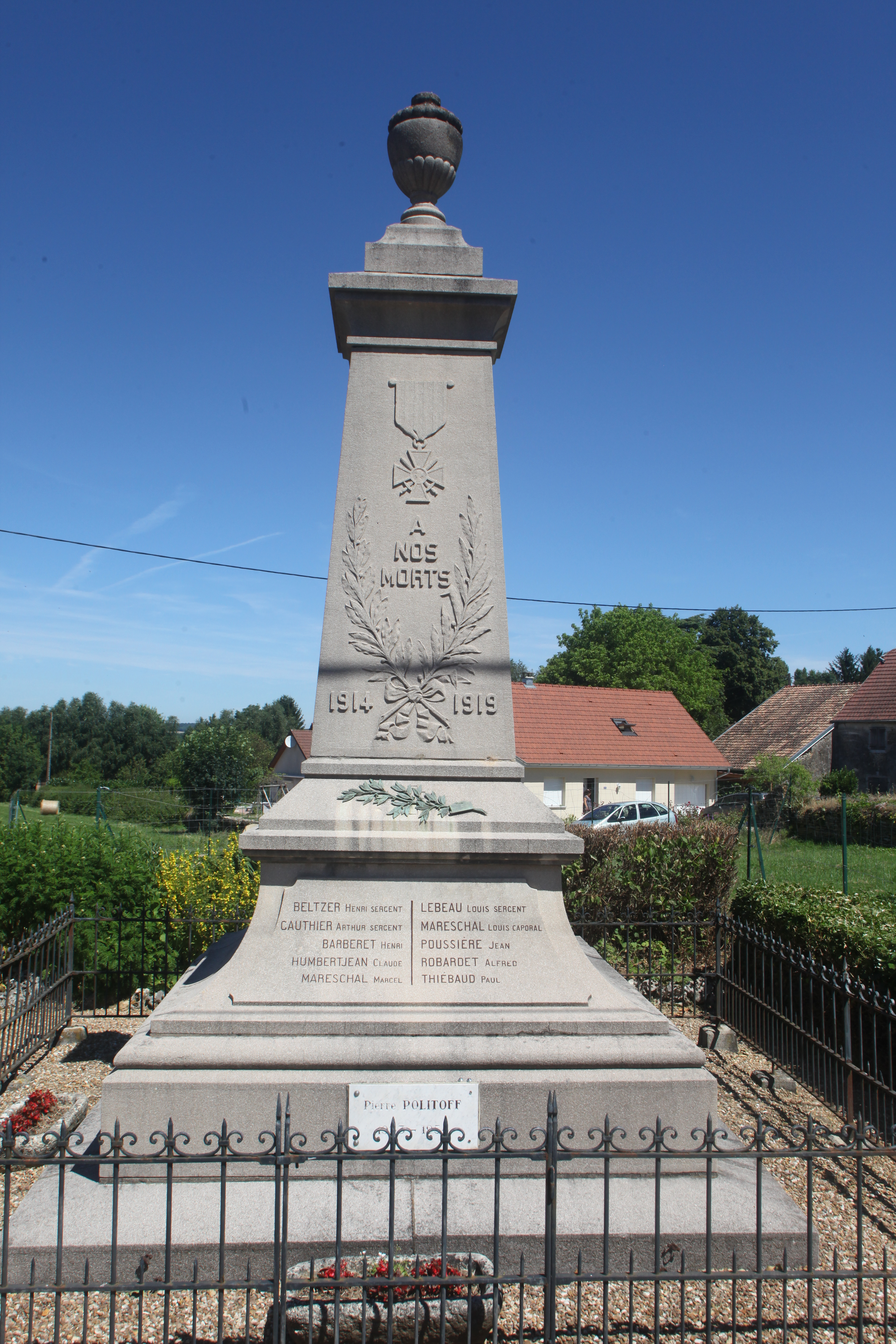
Monument aux morts.

### Héraldique
| Blason de Jallerange | Blason  | Tranché ondé: au 1er mi-tranché d'azur semé de biellettes d'or au lion du même, au 2e de sinople à la grappe de raisin pamprée d'argent. |
| Blason de Jallerange | Détails | Le statut officiel du blason reste à déterminer.                                                                                         |